# Pora umierać
Pora umierać – polski czarno-biały dramat filmowy z 2007 w reżyserii i według scenariusza Doroty Kędzierzawskiej. Bohaterką filmu jest sędziwa Aniela (Danuta Szaflarska), mieszkająca wraz ze swoją suczką w opustoszałej drewnianej willi w Warszawie. Pora umierać została wyprodukowana ze wsparciem Polskiego Instytutu Sztuki Filmowej, z cyfrowymi zdjęciami Artura Reinharta. Film odniósł znaczący sukces festiwalowy, otrzymując nagrody za dźwięk i rolę Szaflarskiej na Festiwalu Polskich Filmów Fabularnych, Orła za rolę Szaflarskiej na rozdaniu Polskich Nagród Filmowych, a także szereg wyróżnień na międzynarodowych festiwalach filmowych. W analizach filmowych zwracano uwagę na subtelnie podjęte przez Kędzierzawską motywy umierania, stosunku do śmierci, współistnienia z organizmami nie-ludzkimi.

## Fabuła
Bohaterka filmu, sędziwa pani Aniela, mieszka wraz z suczką Filą w przedwojennej, rozpadającej się drewnianej willi w Warszawie. Po latach dzielenia mieszkania z licznymi lokatorami pozbywa się ostatniego z nich. Jednakże syn Witek, który odwiedza ją od czasu do czasu z żoną Marzenką oraz otyłą wnuczką, nie zamierza mieszkać w jej rodzinnym domu. Na dodatek staruszkę nachodzą wysłannicy jej sąsiada, który nosi się z myślą przejęcia jej działki i zburzenia willi.
Aniela jednak nie wyobraża sobie sprzedaży domu, w którym spędziła młodość, zachowała liczne pamiątki oraz z którym łączą ją liczne wspomnienia. Staruszka ma nadzieję, że syn nie zgodzi się na wywieranie na nią nacisków przez sąsiada. Okazuje się jednak, że Witek potajemnie odwiedził willę wraz z żoną sąsiada i pertraktuje w sprawie sprzedaży działki. Wzburzona zdradą syna Aniela zamierza umrzeć. Odwołuje telefonicznie dalsze wizyty syna, zakrywa kirem lustra, zatrzymuje stary zegar, wkłada czarną suknię, zapala świecę i z różańcem w rękach układa się na łóżku, by czekać na śmierć. Wkrótce potem jednak dochodzi do wniosku, że może zmienić los mieszkania. Decyduje się oddać dom na cele społeczne, zachowując prawo do przeżycia w willi ostatnich dni swego życia. Miejsce szybko wypełnia się młodocianymi lokatorami. Pewnego dnia jedno z dzieci dostrzega, że Aniela zniknęła ze swojego fotela. Kamera „wylatuje” przez okno, pokazując z daleka przestrzeń domu Anieli.

## Obsada
Źródło: Filmpolski.pl
- Danuta Szaflarska – Aniela Walter
- Krzysztof Globisz – Witek Walter
- Patrycja Szewczyk – wnuczka Anieli
- Kamil Bitau – Romek Fiodor „Dostojewski”
- Robert Tomaszewski – natręt
- Agnieszka Podsiadlik – Agnieszka Kozłowska, wychowawczyni w ośrodku
- Piotr Ziarkiewicz – dyrektor ośrodka
- Małgorzata Rożniatowska – pani doktor
- Marta Waldera – synowa Anieli
- Joanna Szarkowska – Aniela w młodości
- Witold Kaczanowski – notariusz Adam Koniecpolski
- Wit Kaczanowski jr – syn Anieli w młodości
- Weronika Karwowska – sąsiadka Anieli
- Kai Schoenhals – sąsiad Anieli
- Sylwia Bocheńska – dziewczynka z herbatą
- Róża Salamonowicz – córka lokatorki
- Remigiusz Przełożny – narzeczony Anieli
- Leszek Musiał – pan z gminy
- Adam Karczewski – pan z gminy

## Produkcja

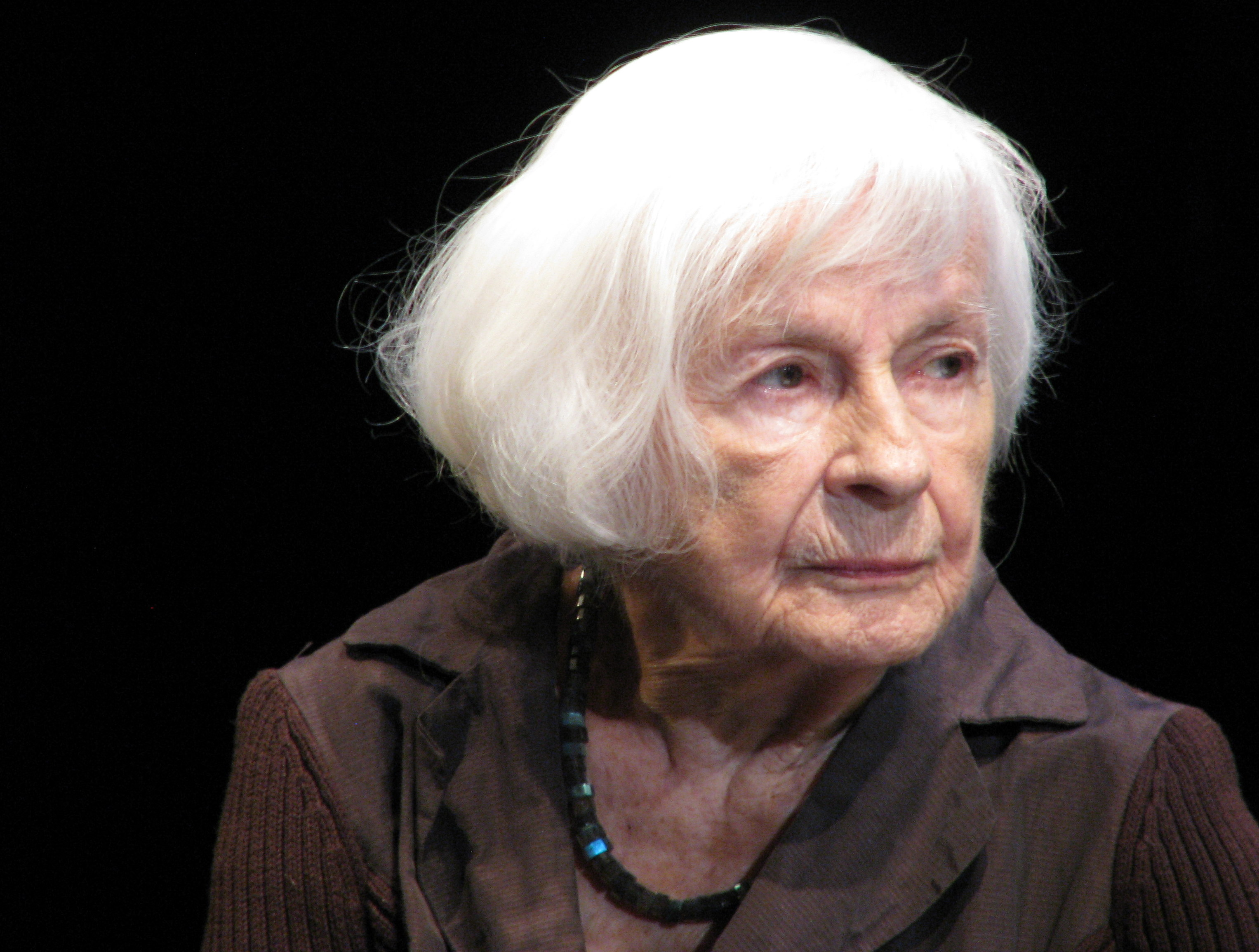
Danuta Szaflarska, odtwórczyni roli Anieli (2013)
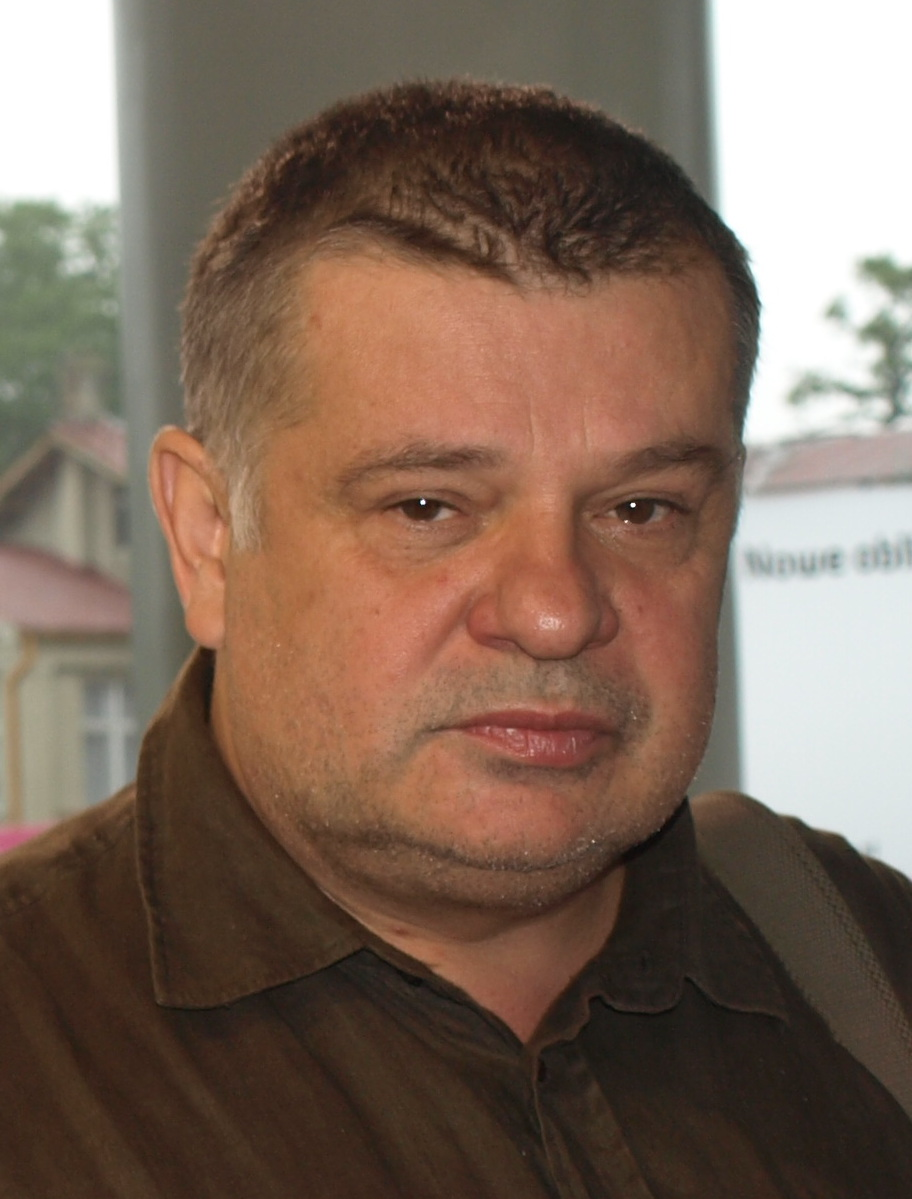
Krzysztof Globisz, odtwórca roli Witka (2012)
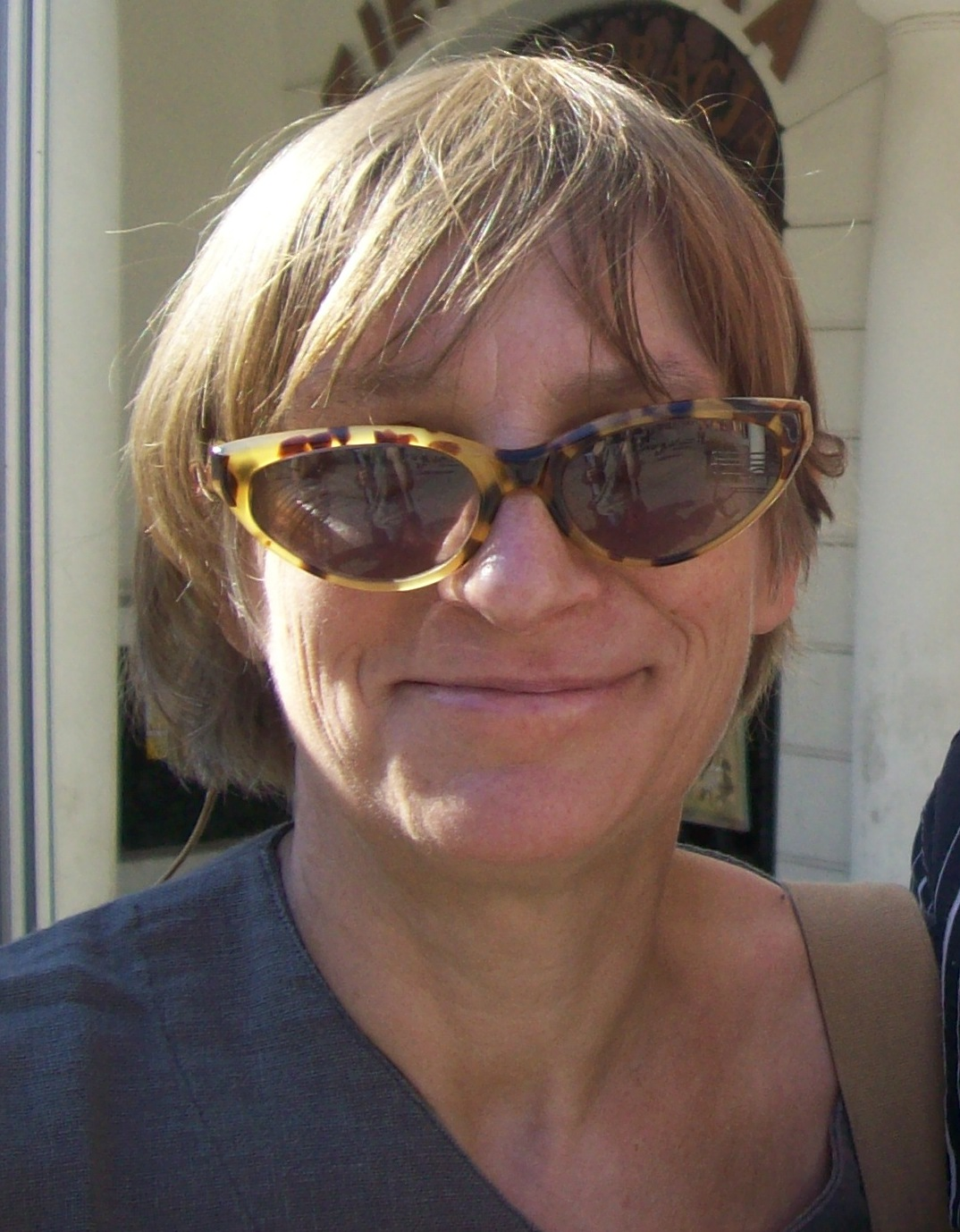
Dorota Kędzierzawska, reżyserka filmu (2011)
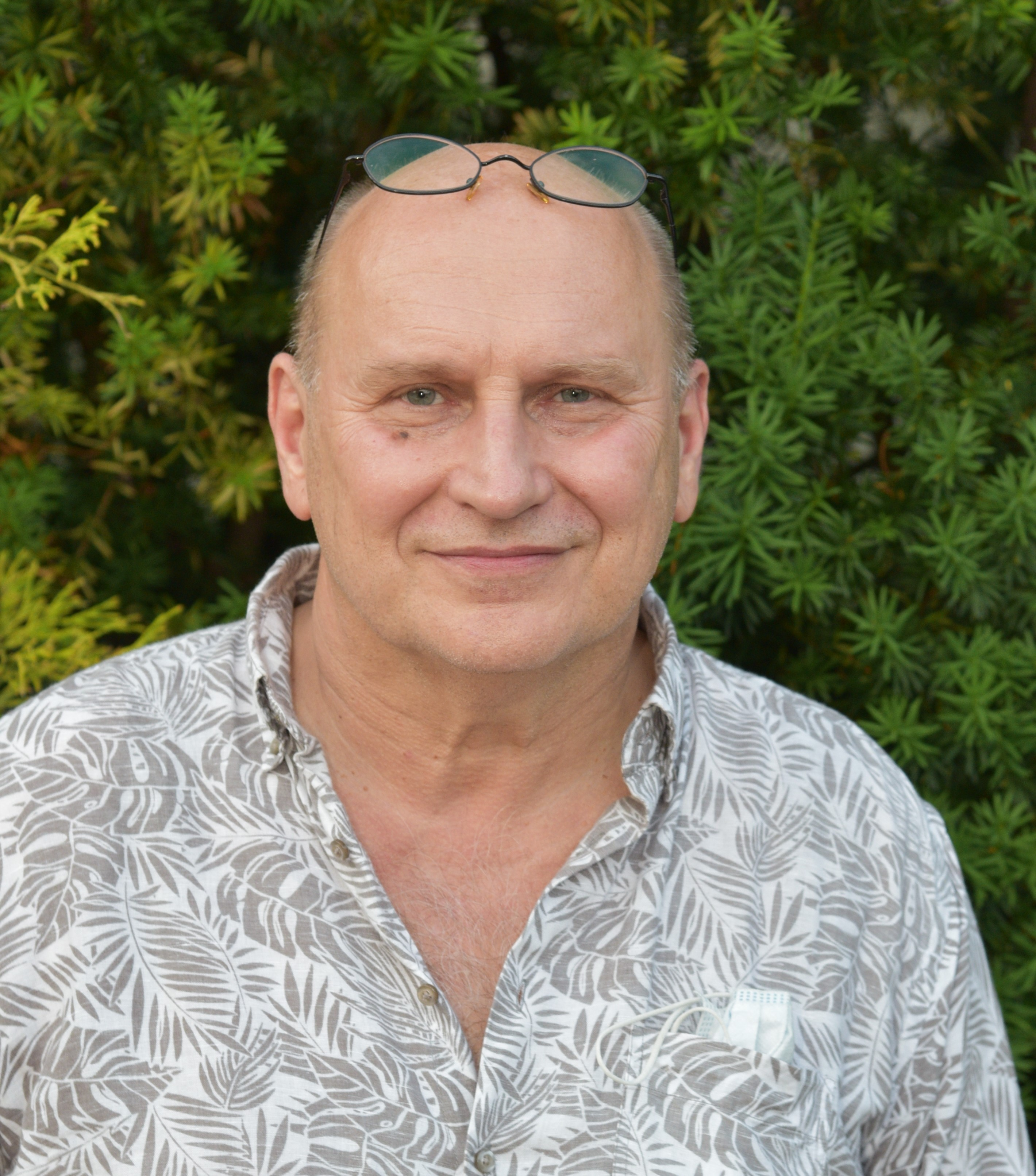
Włodzimierz Pawlik, kompozytor muzyki do filmu (2021)

Za produkcję Pory umierać odpowiadały studia Kid Film oraz Tandem Taren-To, przy współudziale Polskiego Instytutu Sztuki Filmowej. Łączny budżet filmu wyniósł 1 690 980 zł.

### Przygotowania, obsada
Reżyser filmu Dorota Kędzierzawska napisała scenariusz do filmu specjalnie z myślą o Danucie Szaflarskiej, która występowała także w innych filmach reżyserki (Diabły, diabły, 1991; Nic, 1998). Kędzierzawska w jednym z wywiadów opowiadała, że na rolę Anieli Szaflarska czekała szesnaście lat: „Nieraz mnie pośpieszała, mówiła: «Dorotko, pisz szybciej, bo ja ci kipnę»”. W filmie wystąpili także Krzysztof Globisz, Małgorzata Rożniatowska, Agnieszka Podsiadlik, Marta Waldera oraz aktorzy nieprofesjonalni. Proces produkcyjny filmu był ryzykowny, jako że prace zdjęciowe rozpoczynały się niemal bez budżetu. Szczęście jednak sprzyjało ekipie zdjęciowej: „W pierwszym tygodniu pracy dostaliśmy dotację z PISF, pół roku później dołączyła się telewizja”. Specjalna rola przypadła psu głównej bohaterki, wyłonionemu w castingu. Jak opisywała pracę z nim Kędzierzawska: „Miał mądre oczy i tak kochał swoją treserkę, że cały czas z nią rozmawiał. Otwierania drzwi nauczył się w piętnaście minut, odbierania telefonu – w dziesięć. Na każde wezwanie był gotowy do pracy. […] Był rzeczywiście fenomenem”.

### Zdjęcia
Za zdjęcia do Pora umierać odpowiadał życiowy partner Kędzierzawskiej Artur Reinhart, który kręcił film w czerni i bieli. Wybór zdjęć monochromatycznych był świadomą decyzją Kędzierzawskiej, która argumentowała, że „w czerni zderzonej z bielą jest czystość i szlachetność”. Film był kręcony od 16 maja do 26 czerwca 2006 w Otwocku. Muzykę do filmu natomiast zrealizował Włodzimierz Pawlik, którego ścieżka dźwiękowa została wydana w 2011 przez Polskie Radio. Jak opisywał ścieżkę Krzysztof Kowalewicz z „Gazety Wyborczej”: „Pawlik tym razem korzysta ze skromnego instrumentarium, a do tego oszczędnie sięga po dźwięki. Nostalgiczny przewodni temat fortepianowy ciągnie się tak bardzo, że słuchacz wręcz wyczekuje kolejnych dotknięć klawiszy […] Z fortepianem Pawlika współgrają smyki, trąbka, a przede wszystkim harfa”.

### Rozpowszechnianie
12 i 13 września 2007 Pora umierać była wyświetlana na Międzynarodowym Festiwalu Filmowym w Toronto, gdzie została owacyjnie przyjęta przez publiczność. Premiera kinowa Pory umierać w Polsce odbyła się 19 października 2007. Film Kędzierzawskiej cieszył się szczególnym powodzeniem w Japonii podczas tamtejszej premiery w 2011, gdzie oglądały go przeważnie starsze kobiety.
W 2008 wydawnictwo Best Film rozpoczęło dystrybucję filmu na płytach DVD.

## Odbiór

### Frekwencja kinowa
Wedle statystyk Polskiego Instytutu Sztuki Filmowej Porę umierać obejrzało w kinach 54 076 widzów, co dawało jej 12. miejsce na liście najczęściej oglądanych polskich filmów za rok 2007.

### Recepcja krytyczna
Pora umierać była sukcesem artystycznym Kędzierzawskiej, choć film zwracał uwagę recenzentów głównie z powodu kreacji Danuty Szaflarskiej. Zdzisław Pietrasik z pisma „Polityka” pisał: „Chwalić należy Dorotę Kędzierzawską, autora zdjęć Artura Reinharta też jak najbardziej, ale Pora umierać to przede wszystkim popis aktorski Danuty Szaflarskiej”. Marek Sadowski w recenzji dla „Rzeczypospolitej” zaznaczał, iż postać Anieli: „nie ma w sobie starczej bierności. Ona wie, czego chce. Gdy coś uzna za właściwe, działa zdecydowanie i konsekwentnie”. Łukasz Maciejewski w recenzji dla „Dziennika Polskiego” chwalił grę Szaflarskiej, nazywając ją „wielką damą polskiego kina” i doceniając jej nietuzinkową kreację: „Aniela w niczym nie przypomina dobrej babci z dobranocek. Nie robi na drutach i nie słucha Radia Maryja. Moherowy berecik schowała głęboko na dno szafy, jest zbyt ciekawa ludzi i świata, żeby wierzyć w jakiekolwiek dogmaty”. Jerzy Płażewski z czasopisma „Kino” również wychwalał aktorstwo Szaflarskiej: „Dziękuję Pani, pani Danuto, za sumę przeżyć, które – jak w finałowym travellingu ku niebu, brawurowo zaaranżowanym przez autora zdjęć Arthura Reinharta – prowadzą nas, widzów, daleko poza przyziemne horyzonty”. Pora umierać irytowała natomiast Jacka Szczerbę z „Gazety Wyborczej”, który film ocenił jako „średni” i oskarżał duet Kędzierzawska–Reinhart o jałowy estetyzm: „chwilami autorzy wprost delektują się urodą swych obrazków: płynnością konturów w scenach wspomnień i kolażem odbić w taflach szkła”.
Przeważały jednak głosy pozytywne. Błażej Hrapkowicz z „Kina” pisał, iż:

Mało jest w naszym kinie obrazów mówiących o trudnych sprawach w tak przystępny, a jednocześnie mądry sposób […], uwznioślających codzienność, opowiadających o niej bez filozoficznego zadęcia i sentymentalizmu, ale też bez przesadnego dystansu. A przede wszystkim mało jest filmów optymistycznych i krzepiących, które nie grzeszą przy tym naiwnością. Film Doroty Kędzierzawskiej wypełnia tę lukę.

Pora umierać cieszyła się też powodzeniem za granicą. Alissa Simon z „Variety” pisało o Szaflarskiej, że ta „aktorka o inteligencji, wdzięku i urodzie, która wygląda na co najmniej dwie dekady młodszą, jest wspierana przez wspaniałą, barokowo szczegółową pracę kamery Reinharta oraz najlepiej wyszkolonego i najbardziej fotogenicznego psa polskiego kina”. Według czasopisma „The Hollywood Reporter” Szaflarska i pies Tokaj „w pięknych monochromatycznych obrazach, zręcznie sfotografowanych dzięki wysokiej jakości cyfrowym zdjęciom Arthura Reinharta, tworzą cudowną dziwną parę, kręcącą się po niegdyś wspaniałej, a teraz na wpół zniszczonej rezydencji”.

### Analizy i interpretacje
Daria Mazur pozytywnie oceniła film, upatrując w nim swoistego filmowego odpowiednika monodramu i twierdząc, iż „poprzez plastycznie wyrafinowany, niejednoznaczny, tajemniczy i w świadomy sposób wypreparowany filmowy portret wiekowej lokatorki stylowej willi udało się reżyserce zajmująco opowiedzieć o doświadczeniu kobiecej starości”. Mazur zaznaczyła też, że film Kędzierzawskiej wyróżnia się na tle rodzimej kinematografii, w której „trudno odnaleźć porównywalny, równie konsekwentny obraz ufundowany na kobiecych doświadczeniach, skoncentrowany na żeńskiej perspektywie”. Małgorzata Masłowska-Taffel zauważała, że ogromne znaczenie dla przesłania filmu miało powierzenie głównej roli Danucie Szaflarskiej, która przeżyła traumę II wojny światowej oraz gwałtowne zmiany społeczne zaobserwowane podczas jej życia: „Trudne doświadczenia nie zgasiły w niej pogody ducha, nie odebrały zadowolenia z życia”. Iwona Grodź i Robert Stefanowski zauważyli, że willa Anieli jest przestrzenią odrealnioną, na pograniczu miasta i prowincji; „staje się dla niej miejscem wspomnień, oczekiwań, radości i smutku, nadziei i śmierci”.
Małgorzata Radkiewicz interpretowała film Kędzierzawskiej przez pryzmat filozofii posthumanistycznej. Zdaniem Radkiewicz „poszczególne przedmioty i fragmenty drewnianej architektury – weranda, schody, poręcze – układają się w żywą historię, jednocześnie ludzką i nie-ludzką”. Radkiewicz dodawała, iż „kobieta koegzystuje w opustoszałej willi na równych warunkach z psem i zgromadzonymi sprzętami”, a w momencie przekazania domu na cele społeczne „niejako uwalnia go z dominującej humanistycznej narracji”.

## Nagrody
| Rok  | Instytucja                                             | Nagroda                                         | Odbiorca                                       |
| ---- | ------------------------------------------------------ | ----------------------------------------------- | ---------------------------------------------- |
| 2007 | 32. Festiwal Polskich Filmów Fabularnych               | Nagroda za dźwięk                               | Marcin Kasiński Kacper Habisiak Michal Pajdiak |
| 2007 | 32. Festiwal Polskich Filmów Fabularnych               | Nagroda za główną rolę kobiecą                  | Danuta Szaflarska                              |
| 2007 | 32. Festiwal Polskich Filmów Fabularnych               | Nagroda Dziennikarzy                            | Dorota Kędzierzawska                           |
| 2007 | 32. Festiwal Polskich Filmów Fabularnych               | Złoty Klakier dla najdłużej oklaskiwanego filmu | Dorota Kędzierzawska                           |
| 2007 | 32. Festiwal Polskich Filmów Fabularnych               | Nagroda Prezesa Zarządu Telewizji Polskiej      | Dorota Kędzierzawska                           |
| 2007 | Festiwal Filmów Optymistycznych „Multimedia Happy End” | Grand Prix „Złota Ryba”                         | Dorota Kędzierzawska                           |
| 2008 | Międzynarodowy Festiwal Filmowy w Trieście             | Wyróżnienie Specjalne                           | Dorota Kędzierzawska                           |
| 2008 | Międzynarodowy Festiwal Filmowy w Trieście             | Nagroda Publiczności                            | Dorota Kędzierzawska                           |
| 2008 | Polska Akademia Filmowa                                | Orzeł za najlepszą rolę kobiecą                 | Danuta Szaflarska                              |
| 2008 | Ogólnopolski Festiwal Sztuki Filmowej „Prowincjonalia” | „Jańcio Wodnik” za najlepszą rolę kobiecą       | Danuta Szaflarska                              |
| 2008 | Międzynarodowy Festiwal Filmowy w San Francisco        | Nagroda Chrisa Holtera za „humor w filmie”      | Dorota Kędzierzawska                           |
| 2008 | The New York Polish Film Festival                      | Nagroda Specjalna                               | Dorota Kędzierzawska                           |
| 2008 | Festiwal Reżyserii Filmowej w Świdnicy                 | Nagroda im. Wojciecha Jerzego Hasa              | Dorota Kędzierzawska                           |
| 2008 | Tarnowska Nagroda Filmowa                              | Grand Prix                                      | Dorota Kędzierzawska                           |
| 2008 | Czasopismo „Film”                                      | Złota Kaczka za najlepszą rolę kobiecą          | Danuta Szaflarska                              |
| 2008 | Międzynarodowy Festiwal Filmowy w Leeds                | Nagroda Publiczności                            | Danuta Szaflarska                              |
| 2009 | International Female Film Festival                     | Nagroda Główna                                  | Dorota Kędzierzawska                           |
| 2009 | International Female Film Festival                     | Nagroda Publiczności                            | Danuta Szaflarska                              |
| 2009 | International Images Film Festival for Women           | Nagroda za zdjęcia                              | Artur Reinhart                                 |